# 福岡製油
福岡製油株式会社（ふくおかせいゆ）は、福岡県福岡市に本社を置く、食用油・有機肥料などの卸売業を営む企業である。また、食用油の通信販売業も行っている。

## 主な業務
- 米ぬか油・脱脂糠・有機肥料の卸売業・通信販売業

## 主な取扱商品
カネミ倉庫株式会社が製造した食用油脂の販売を行っている。
- こめサラダ油
- こめクッキングオイル
- 匠一徹（こめ油）
- 白絞油（業務用）

　など

## 本社
- 福岡県福岡市中央区那の津5丁目9番10号

## 営業所
- 福岡県北九州市小倉北区東港1-6-1